# Ivan Vazovo
Ivan Vazovo (Bulgaars: Иван Вазово) is een dorp in de Bulgaarse gemeente Kalojanovo, oblast Plovdiv. Het dorp ligt hemelsbreed 36 km ten noorden van Plovdiv en 122 km ten zuidoosten van Sofia. Het dorp is vernoemd naar Ivan Vazov (1850-1921).

## Bevolking
Op 31 december 2020 telde het dorp Ivan Vazovo 300 inwoners. Het aantal inwoners vertoont al tientallen jaren een dalende trend: in 1946 had het dorp nog 1.408 inwoners.
| Bevolkingsontwikkeling tussen 1934 en 2020          |
| --------------------------------------------------- |
|                                                     |
| Bron: Nationaal Statistisch Instituut van Bulgarije |

In het dorp wonen nagenoeg uitsluitend etnische Bulgaren. In de optionele volkstelling van 2011 identificeerden 304 van de 307 ondervraagden zichzelf als etnische Bulgaren, oftewel 98,7% van alle ondervraagden. De overige inwoners identificeerden zichzelf als etnische Roma (4 ondervraagden, oftewel 1,3%).
| Etnische samenstelling van de respondenten (2011) | Etnische samenstelling van de respondenten (2011) | Etnische samenstelling van de respondenten (2011) | Etnische samenstelling van de respondenten (2011) | Etnische samenstelling van de respondenten (2011) |
| ------------------------------------------------- | ------------------------------------------------- | ------------------------------------------------- | ------------------------------------------------- | ------------------------------------------------- |
|                                                   |                                                   |                                                   |                                                   |                                                   |
| Bulgaren                                          | Bulgaren                                          |                                                   | 98,7%                                             | 98,7%                                             |
| Turken                                            | Turken                                            |                                                   | 0,0%                                              | 0,0%                                              |
| Roma                                              | Roma                                              |                                                   | 1,3%                                              | 1,3%                                              |
| Anders/Onbekend                                   | Anders/Onbekend                                   |                                                   | 0,0%                                              | 0,0%                                              |

## Afbeeldingen

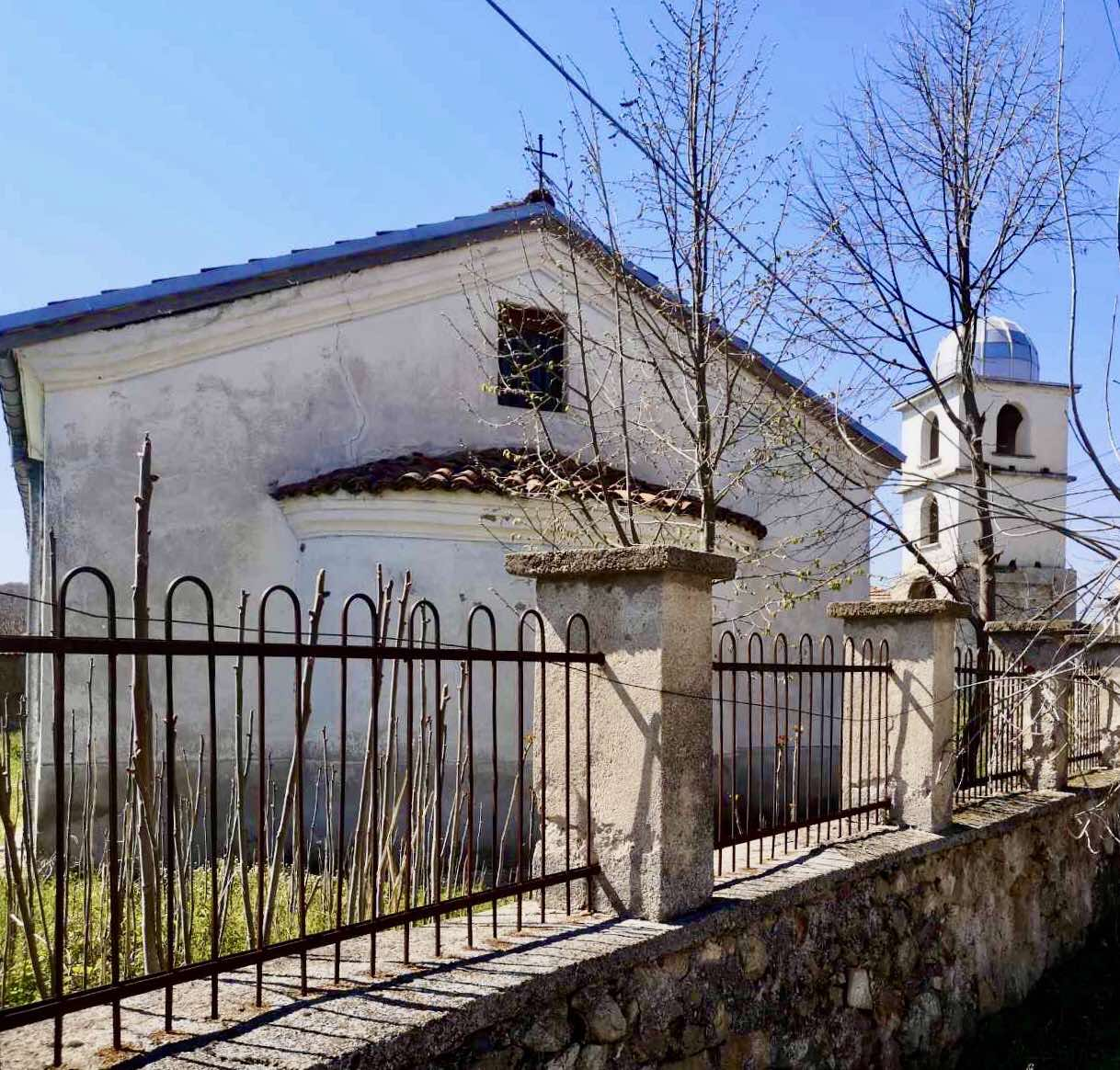
De "Sv. Todor Tiron"-kerk
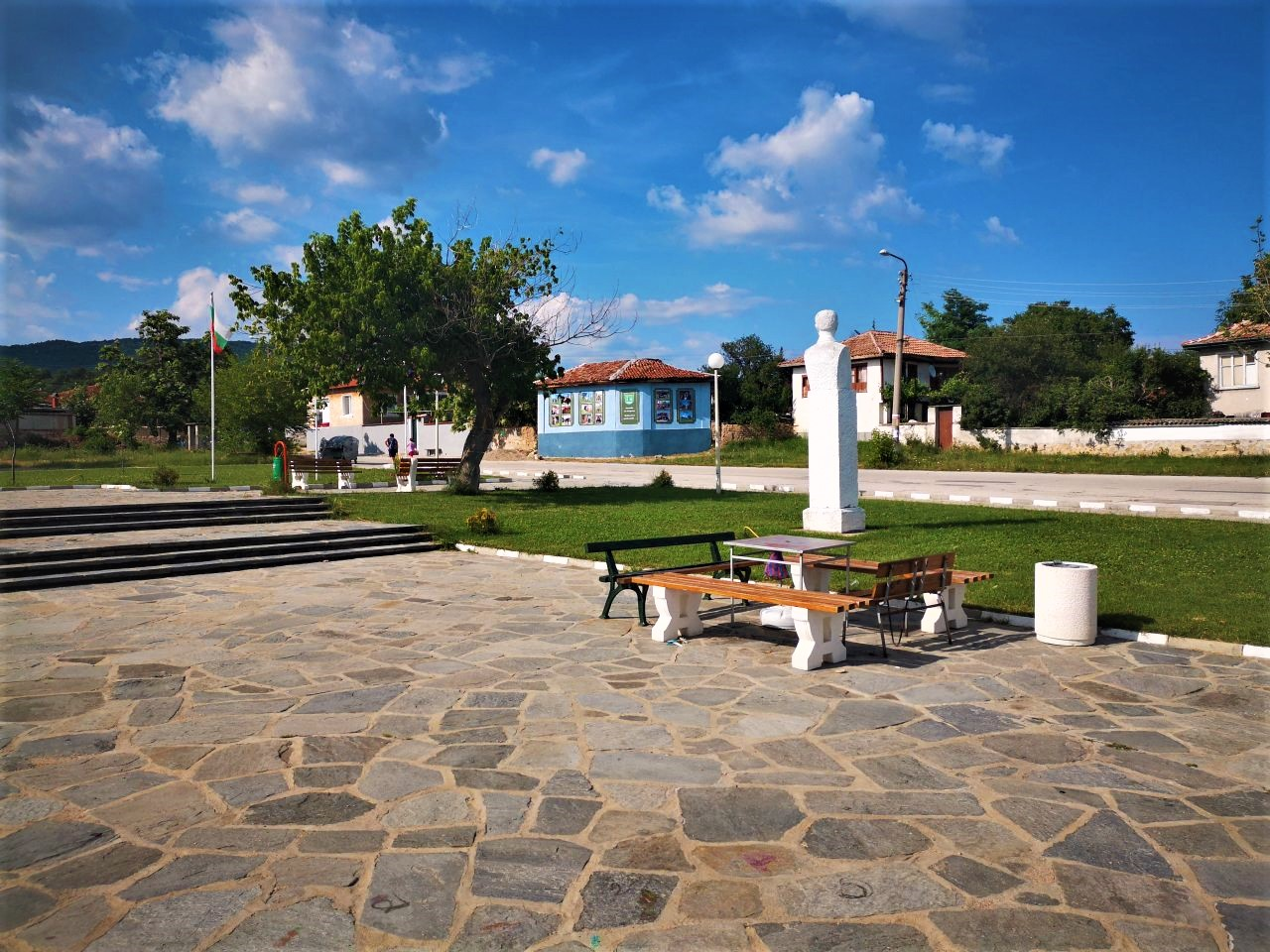
Het huis van Ivan Vazovo
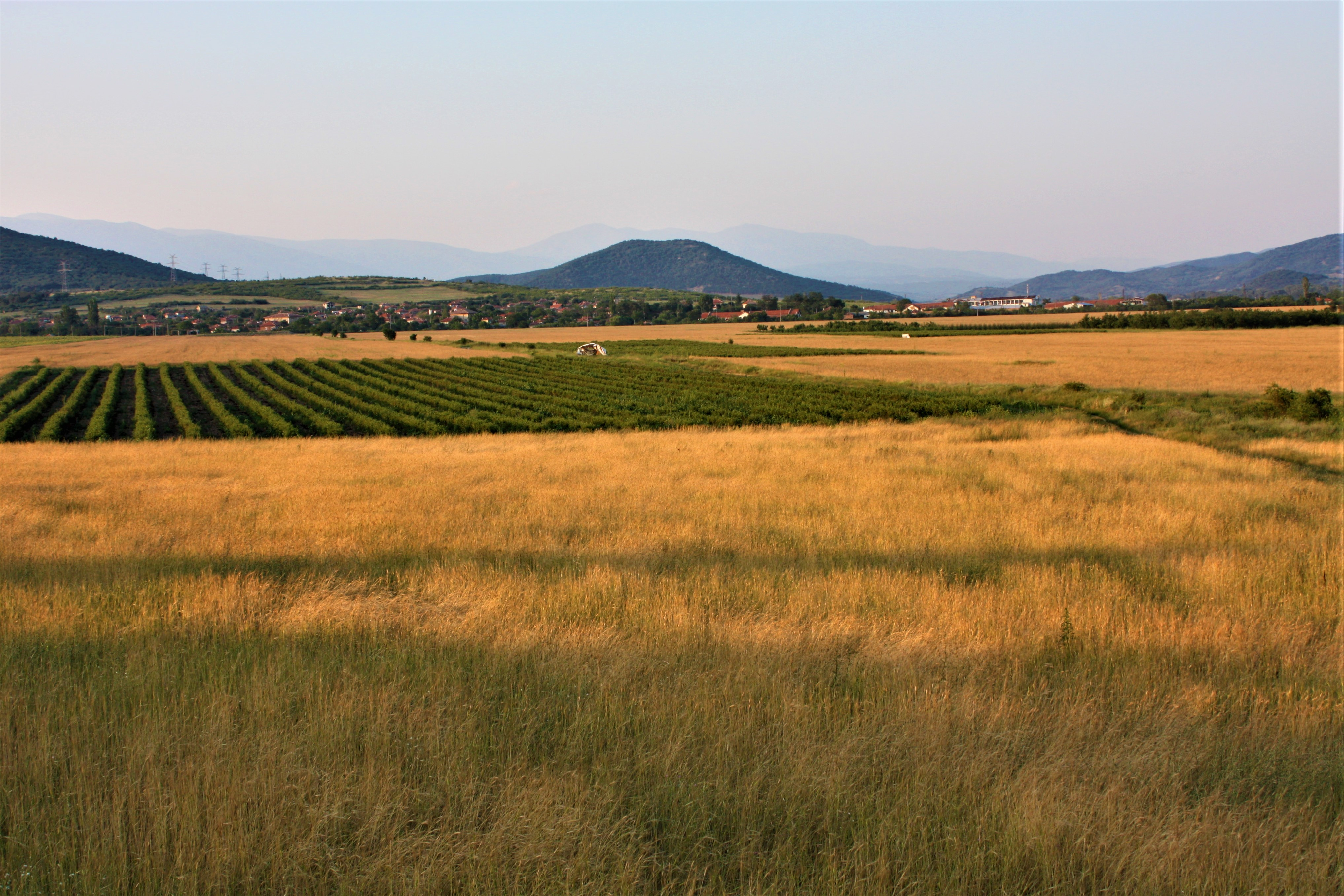
Uitzicht op het dorp
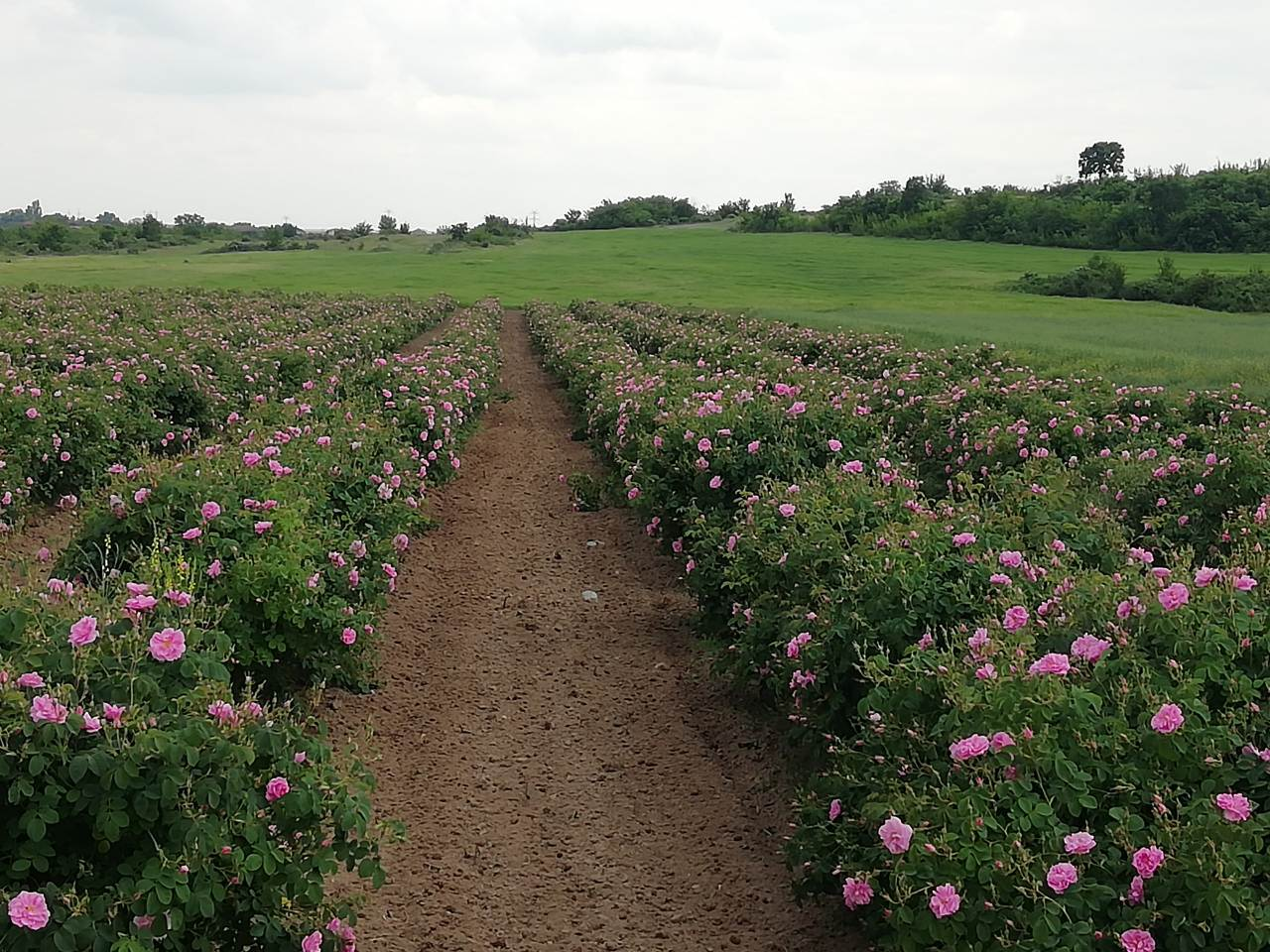
Het "Rozendal"
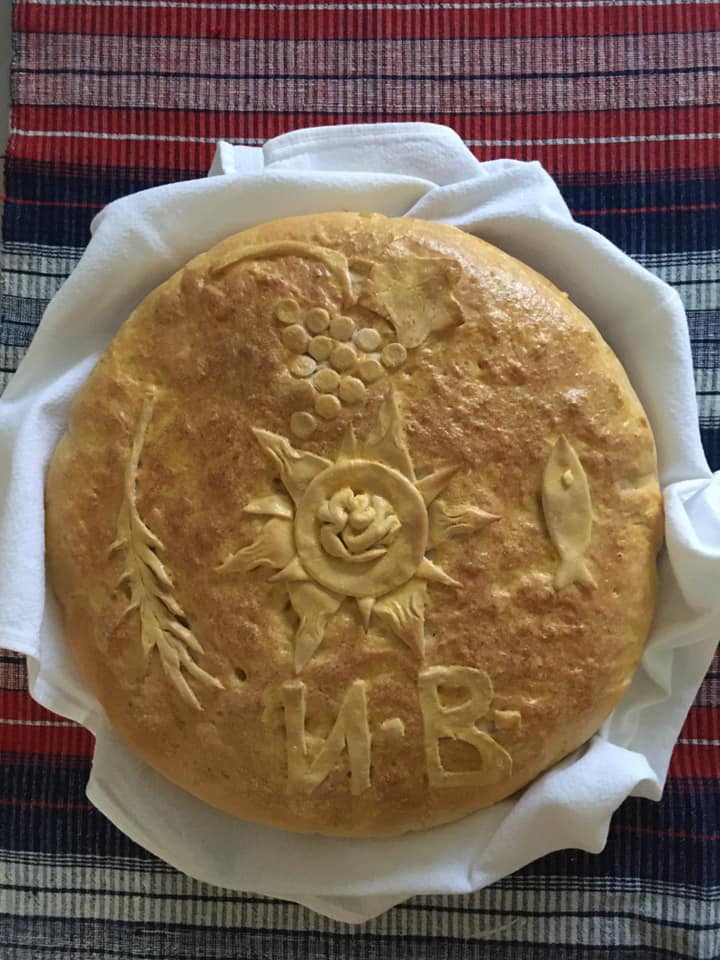
Traditioneel brood
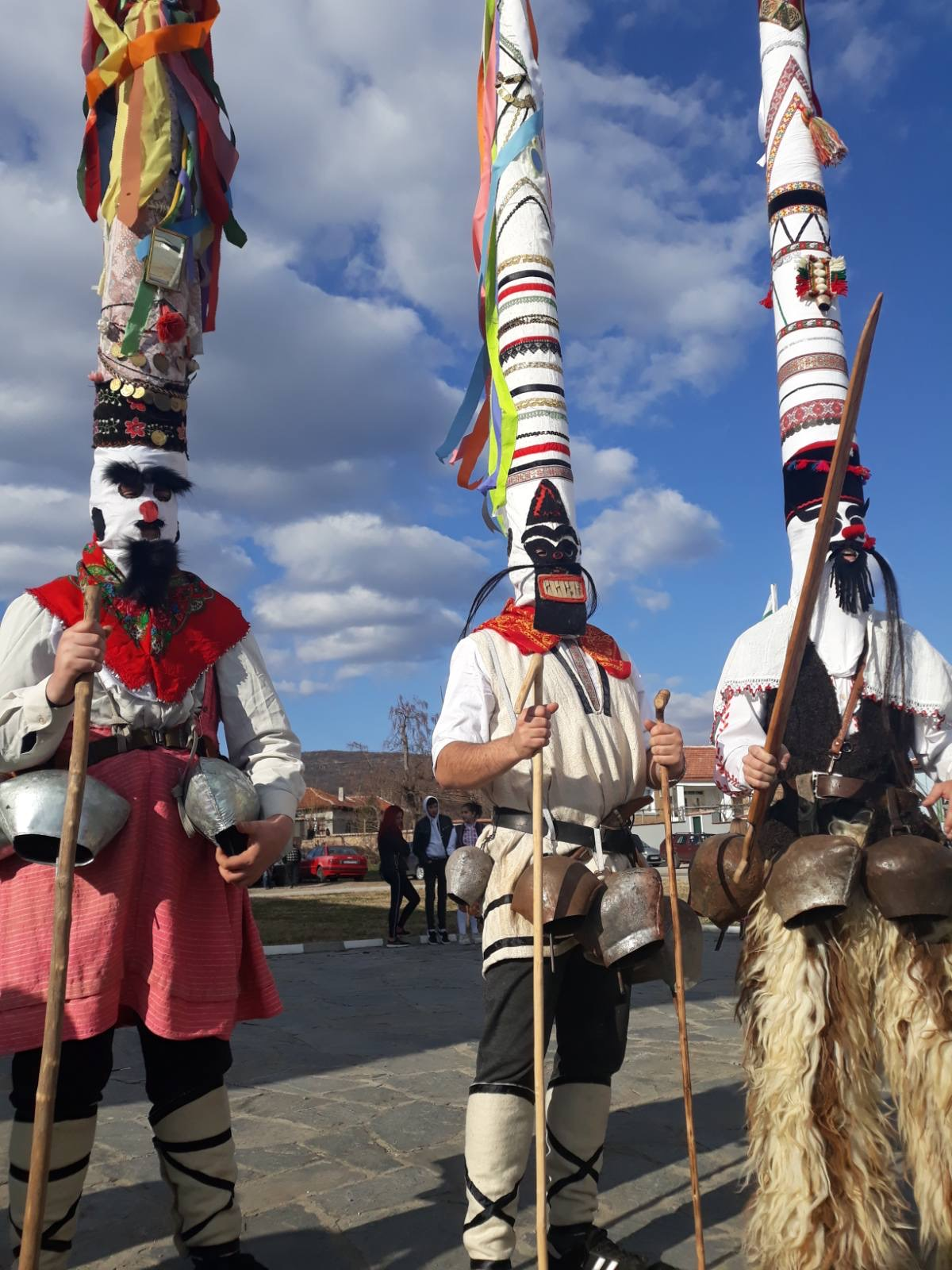
Koekeri
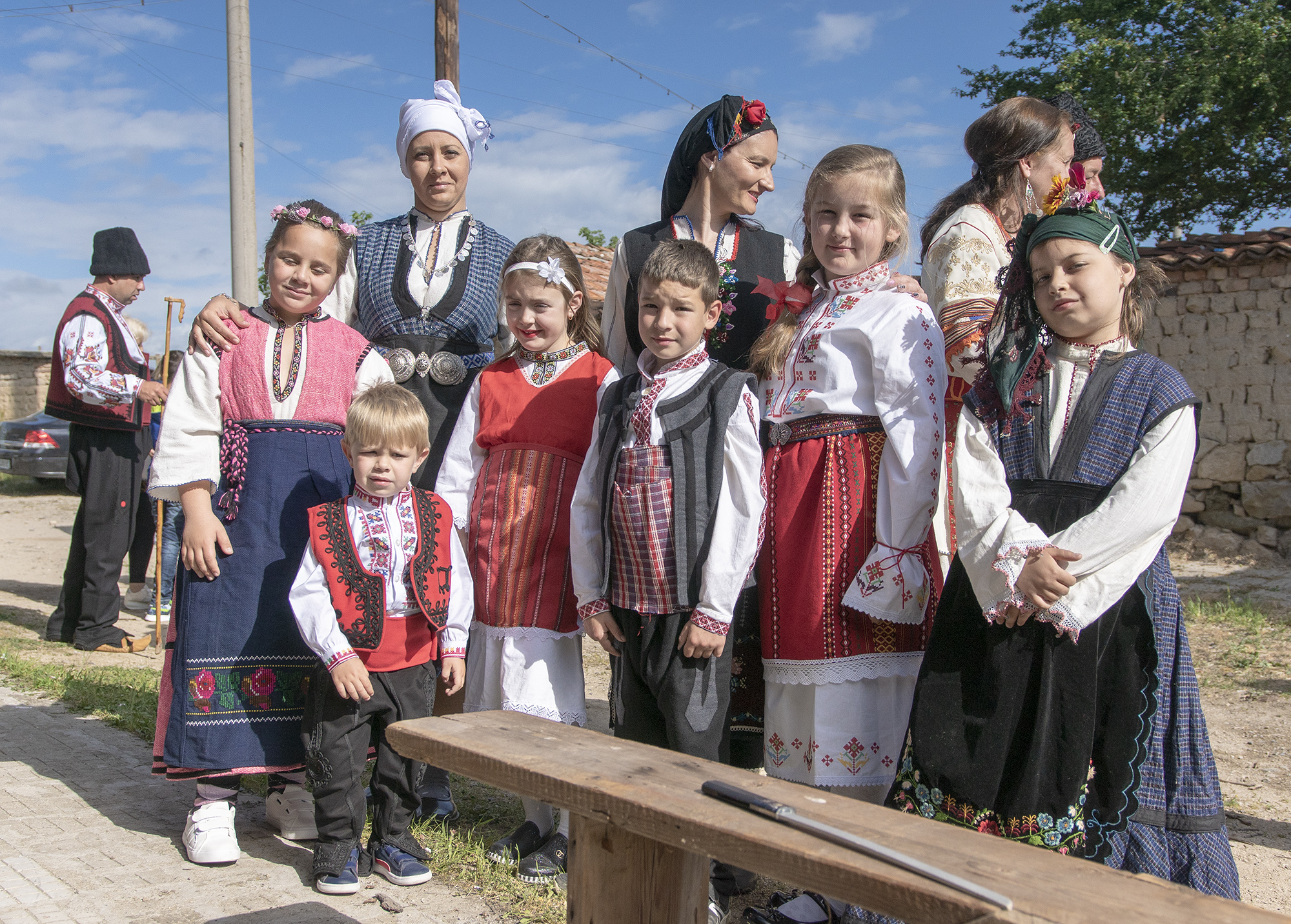
Kinderen in traditionele kleding
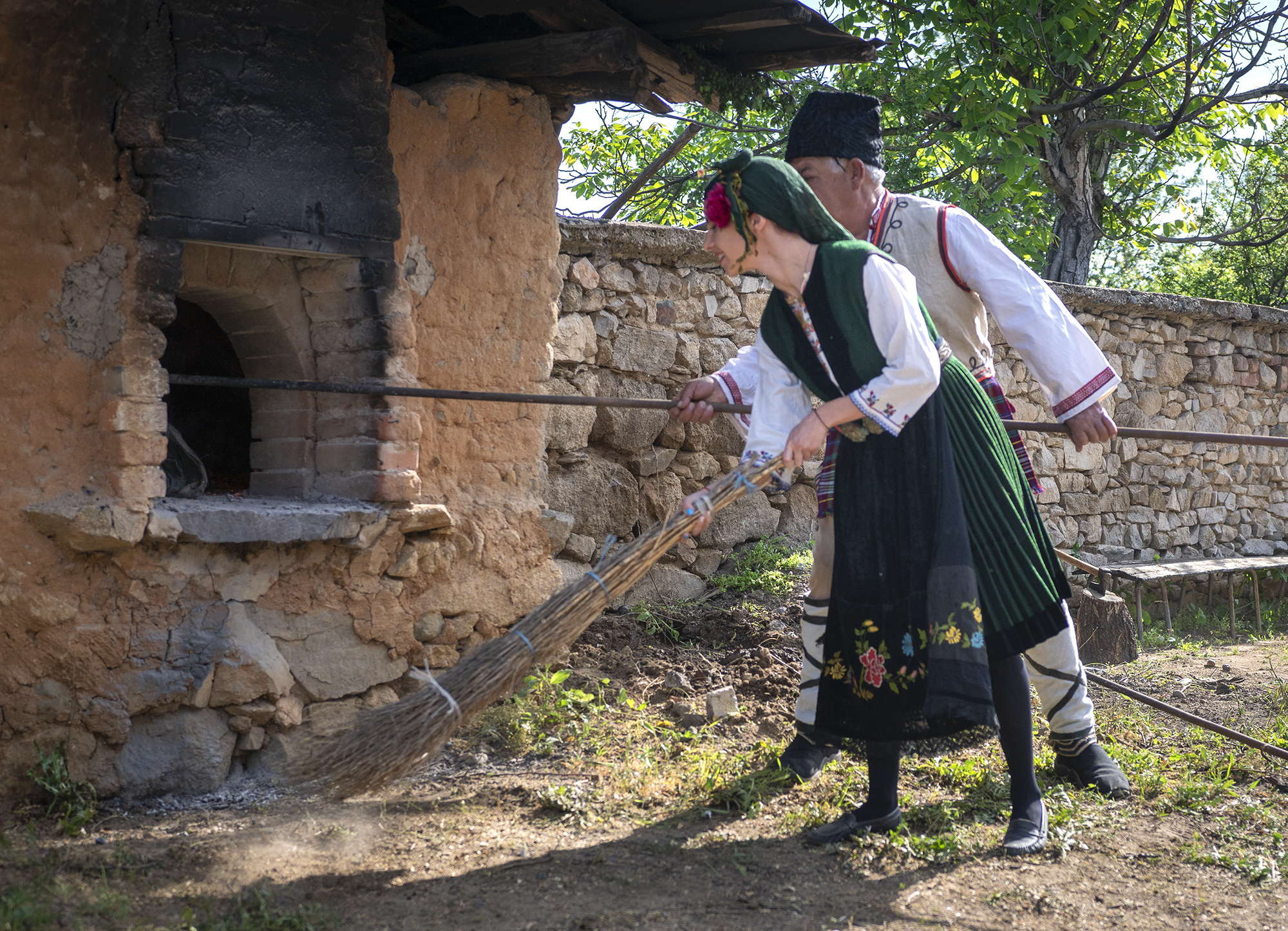
Een oude oven
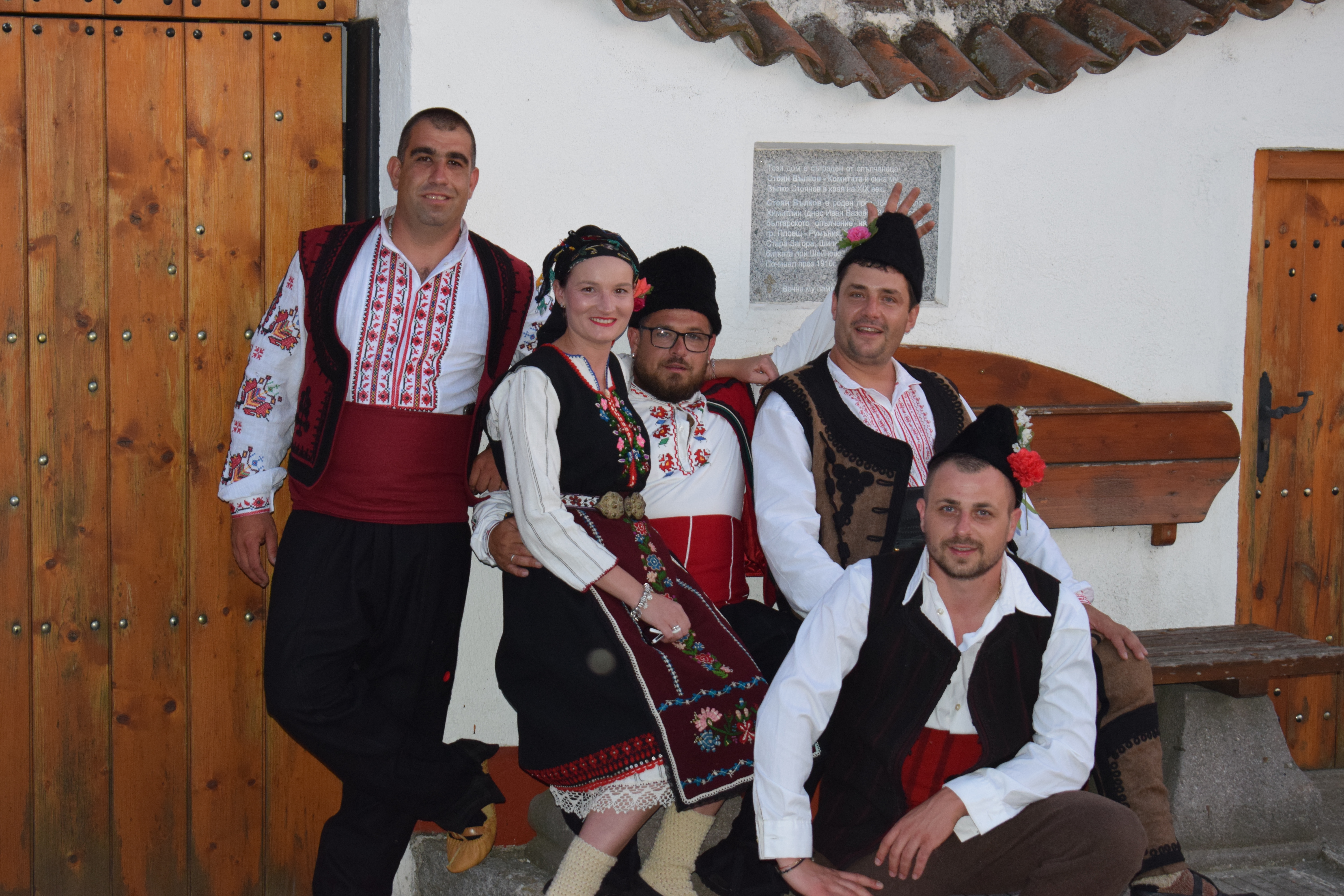
Jonge inwoners in traditionele kleding
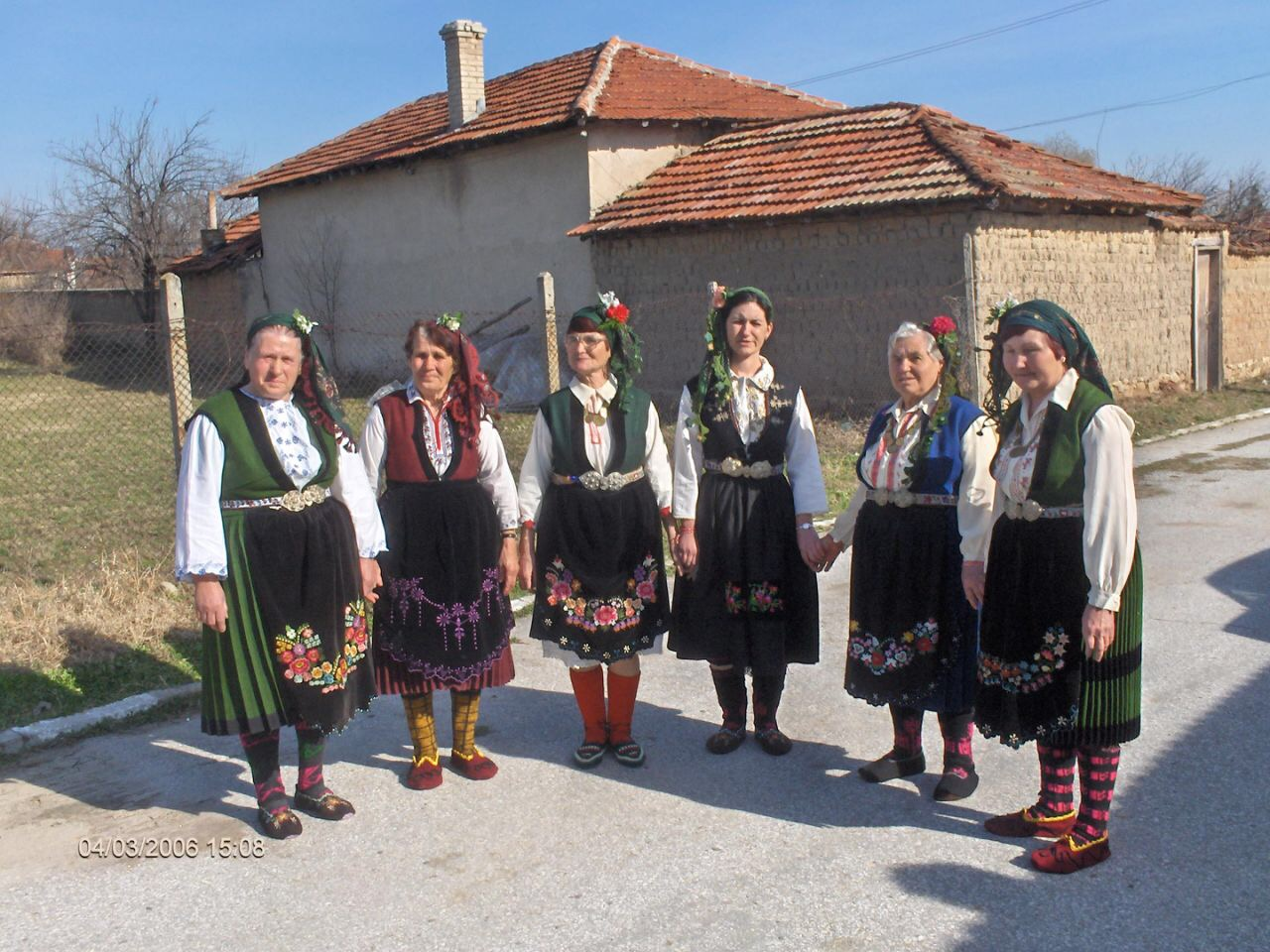
Vrouwen uit het dorp in traditionele kleding